# Judith Resnik
Judith Arlene Resnik (Akron, 5 aprile 1949 – Cape Canaveral, 28 gennaio 1986) è stata un'astronauta statunitense.

## Biografia
(Ronald Reagan)
Nel 1970 ricevette un bachelor of science in ingegneria elettronica presso l'Università Carnegie Mellon di Pittsburgh in Pennsylvania Lo stesso anno sposò un suo compagno di studi, Michael Oldak. Nel 1977 conseguì il PhD all'Università del Maryland di College Park.
Nel gennaio del 1978 fu selezionata come candidata astronauta dalla NASA e nell'agosto del 1979 completò l'addestramento astronautico. Volò con la missione STS-41-D del programma Space Shuttle nel 1984. Con questa missione, Resnik divenne la seconda donna astronauta americana dopo Sally Ride.
Nel 1986 partì con la missione STS-51-L con il Challenger disintegratosi 73 secondi dopo il lancio. Judith Resnik riposa nell'International Forest of Friendship Memorial di Atchison, Kansas.

## Memoria
Le sono stati dedicati un cratere lunare, un dormitorio all'Università Carnegie Mellon, e una scuola elementare ad Akron (in Ohio) e una a Gaithersburg (nel Maryland).